# Domani Doré
Pour les articles homonymes, voir Doré.
Domani Doré, née en 1983, est une femme politique guinéenne, députée à l'Assemblée nationale et première secrétaire parlementaire depuis du 22 avril 2020 au 5 septembre 2021.
Elle a été ministre des sports dans le Gouvernement Said Fofana (2) et porte-Parole du RPG Arc-en-ciel

## Biographie

### Études
Elle est diplômée de l’Université Général Lansana Conté de Sonfonia département Philosophie, en 2008.

### Parcours politique
En 2009, son père Dirus Diaré Doré, crée le parti RDR et participe à l'élection présidentielle de 2010 et finit cinquième au premier tour de la présidentielle. Il se rallie à l’Alliance Arc-en-ciel dont le candidat Alpha Condé est élu président de la république. Son père devient ministre de la communication et elle, intègre du comité central du RPG.
Directrice de campagne du candidat du RPG pour la circonscription électorale de Matoto en 2013, elle est nommée ministre des sports en 2014 à l'âge de 29 ans. Directrice de campagne de la circonscription de Lola pour l'élection du président Alpha Condé à la présidentielle de 2015 pour son second mandat.
À son départ du gouvernement, elle va créer le mouvement politique la Guinée Audacieuse et conduit 3 listes aux élections communales de 2018, Elle est élue conseillère communale de la mairie de Matoto en 2019 et obtient 3 sièges avec un 1er Vice Maire.
Elle est ensuite nommée directrice nationale adjointe du directoire de campagne du RPG Arc-en-ciel du double scrutins référendum et législatives du 22 mars 2020 et secrétaire permanente de la coalition démocratique pour la nouvelle constitution CODENOC et CODECC. 
Le président Alpha Condé la désigne porte-parole du parti présidentielle et elle devient ainsi la première femme à jouer ce rôle stratégiquement politique. 
Elle est élue députée et a été première secrétaire parlementaire à l'Assemble nationale de la république de Guinée. 

#### CODENOC
Elle est secrétaire permanente de la coalition démocratique pour la nouvelle constitution opposer au front national pour la défense de la constitution en 2019.

#### CODECC
En mai 2020, elle devient secrétaire permanente de la coalition démocratique pour le changement dans la continuité.

## Activisme
Après ses études, elle devient responsable du parlement des jeunes de Mano River Union, porte-parole du collège des jeunes leaders de Guinée, représentant extérieure du parlement des jeunes de la francophonie, puis vice-présidente de l'Association des jeunes du Mandingue.
- Membre du Women Political leaders (réseau mondial des femmes politiques) depuis 2018.
- Ambassadrice pays de la campagne mondiale lead like a Girl à l'initiative de l'ancienne Présidente de Malte Maria Coleiro
- Membre de l'organisation des femmes anciennes ministres d'Afrique (OFAMA)
- Présidente et cofondatrice du Forum Femmes et politique
- Fondatrice de la La Ligue des Patronnes de Guinée (LIPAG, un réseau de jeune femmes entrepreneurs)

## Prix et distinctions
- Septembre 2018 classée parmi les 50 personnalités les influentes d’Afrique de l’ouest par le magazine INFLUENCE au Sénégal.
- Prix du Meilleur Espoir Féminin 2012 de la nuit de l’excellence de la femme guinéenne ;
- Leader d’exception 2014 par Cope Guinée ;
- Sacré parmi les 10 jeunes femmes les plus influentes de la Guinée en 2017 ;
- Prix modèle de réussite katala en politique Lauréate d’exception 2017 ;
- Prix de l’excellence Forêt best Leadership 2018 de CEPROMAF ;
- Certificat de Reconnaissance de la Jeune Chambre Internationale Conakry Leaders en reconnaissance pour ses qualités de Femme leader en Guinée en mars 2018.

## Vie privée
Elle est mariée et mère de trois filles.